# الرومانية الكاثوليكية في إندونيسيا

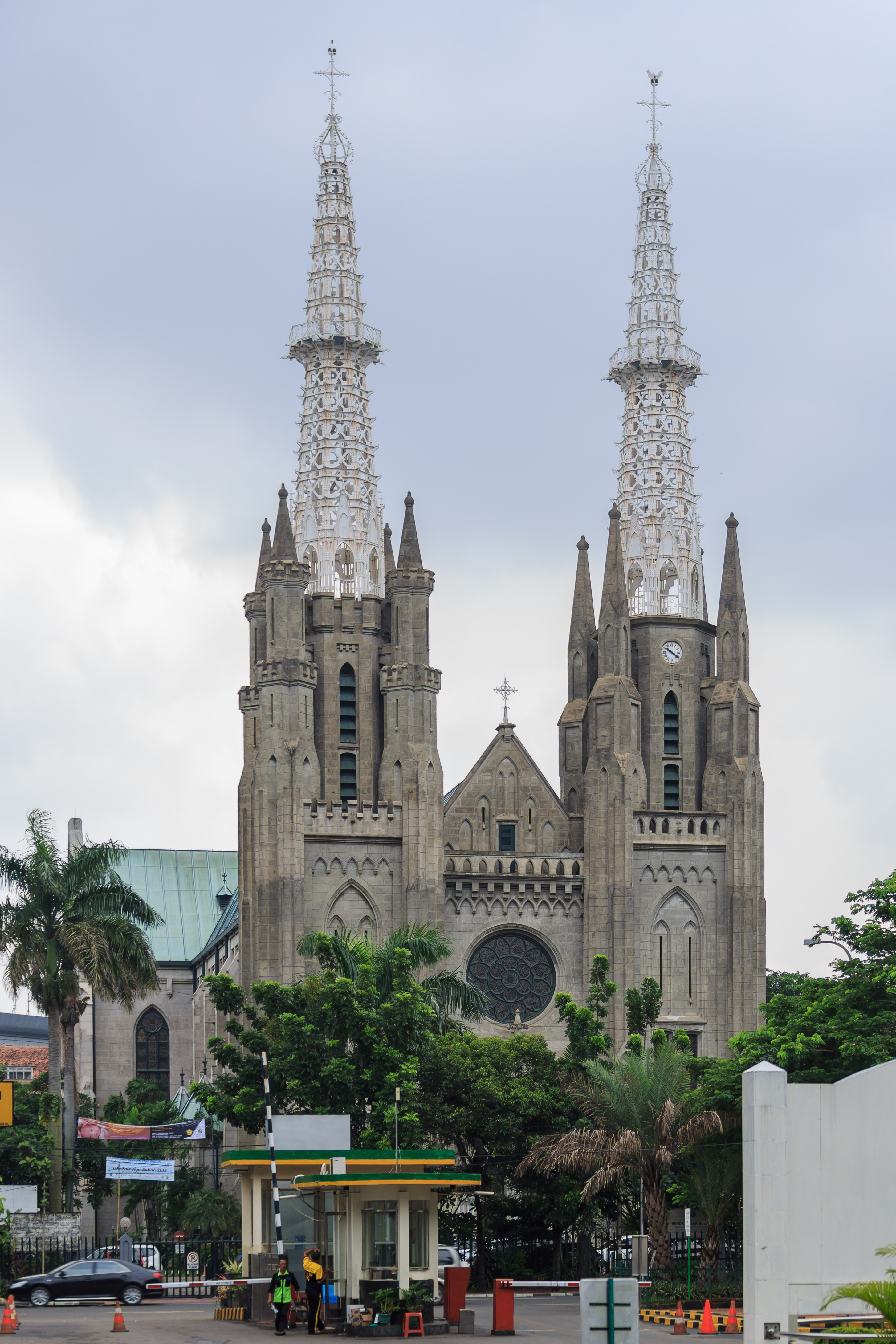
كاتدرائية سانت ماري الكاثوليكية، جاكرتا.

الكنيسة الكاثوليكية الإندونيسيَّة هي جزء من الكنيسة الكاثوليكية العالمية في ظل القيادة الروحية للبابا في روما. واعتبارا من عام 2010، كان هناك أكثر من 7.5 كاثوليكي في ماليزيا أي حوالي 2.9% من مجموع السكان. ويتوزع كاثوليك البلاد على أسقفيَّة وسبعة وعشرين أبرشية يقودهم روحيًا مجلس الأساقفة الإندونيسي. ويعيش معظم الكاثوليك في كالمنتان الغربية وفي محافظة بابوا ونوسا تنقارا الشرقية. تعد محافظة نوسا تنقارا الشرقية والتي تقع ببن تقع جزيرة فلوريس وتيمور الغربية المقاطعة الوحيدة في اندونيسيا ذات الغالبية الكاثوليكية حيث يشكلون حوالي 54.5% من مجموع السكان. وتضم كل من سومطرة الشمالية وكالمنتان الغربية وسولاوسي الجنوبية ومالوكو وجاوة الوسطى أعداد معتبرة وكبيرة من السكان الكاثوليك.
وصلت الكاثوليكية إلى إندونيسيا مع وصول البرتغاليين للتجارة في التوابل. كان هدف العديد من البرتغاليين نشر الرومانية الكاثوليكية في إندونيسيا، بدءًا من جزر الملوك (مالوكو) في عام 1534. بين عام 1546 وعام 1547 نشطت الارساليّات المسيحية التبشيرية وّعمدت العديد من السكان المحليين. خلال حقبة الهند الشرقية الهولندية انخفض عدد الممارسين للكاثوليكية بشكل كبير، وذلك بسبب سياسة التي اتبعتها الحكومة الهولندية الإستعمارية في حظر الكاثوليكية. العداء من قبل الهولنديين تجاه الكاثوليكية يعود تاريخها بسبب استقلال الأمّة البروتستانتية الهولندية بعد الحرب الدامية التي امتدت ثمانين عامًا ضد الحكم القمعي الكاثوليكي لأسرة هابسبورغ في إسبانيا. وكانت النتيجة الأكثر أهمية للكاثوليكية انتشارها في جزيرة فلوريس وتيمور الشرقية. وبعد رفع الحظر عن قانون التبشير في الكاثوليكية تم إضفاء الصفة القانونية على الكنيسة الكاثوليكية في المملكة الهولندية بدءًا من عام 1800، عادت الكاثوليكية في الانتشار من جديد في أندونيسيا.
تعرض الكاثوليك لبعض من الأعمال المعادية للمسيحية منها أعمال شغب بنجرماسين مايو 1997 التي وقعت في 23 مايو 1997 في اليوم الأخير من الحملة الانتخابية لـلانتخابات التشريعية الإندونيسية، 1997. حصلت أعمال العنف في مدينة بنجرماسين الإسلامية المتشددة، حيث كان مؤيدو حزب التنمية المتحدة (PPP) يشعرون بالظلم من استغلال السلطة الواضح من حزب جولكار الحاكم. وبعد صلاة الجمعة، قام آلاف بالهجوم على المؤيدين المتجهين إلى مسيرة تابعة لحزب جولكار. تسبب العنف الناتج في مقتل العديد من مؤيدي جولكار، بالإضافة إلى الهجوم على أعمال تجارية ضخمة وعلى مسيحيين وصينيين. حرقت كنيسة باتاك البروتستانتية، القريبة من مسجد كبير، ومنازل مجاورة يمتلكها صينيون وكاتدرائية سانت ماري الكاثوليكية وكنيستين كاثوليكيتين والعديد من المدارس الكاثوليكية ومنزل أحد المسنين. هذا بالإضافة إلى تخريب أو تدمير 8 مراكز تسوق ومتجر ليما كاهايا (الأكبر في المنطقة في ذلك الوقت) وأعمال تجارية يمتلكها صينيون وكنائس تابعة لسبع طوائف ومعبد بوذي وفندقين و21 سيارة و130 منزلاً وأربعة مبان حكومية.